# Ostefähre Geversdorf

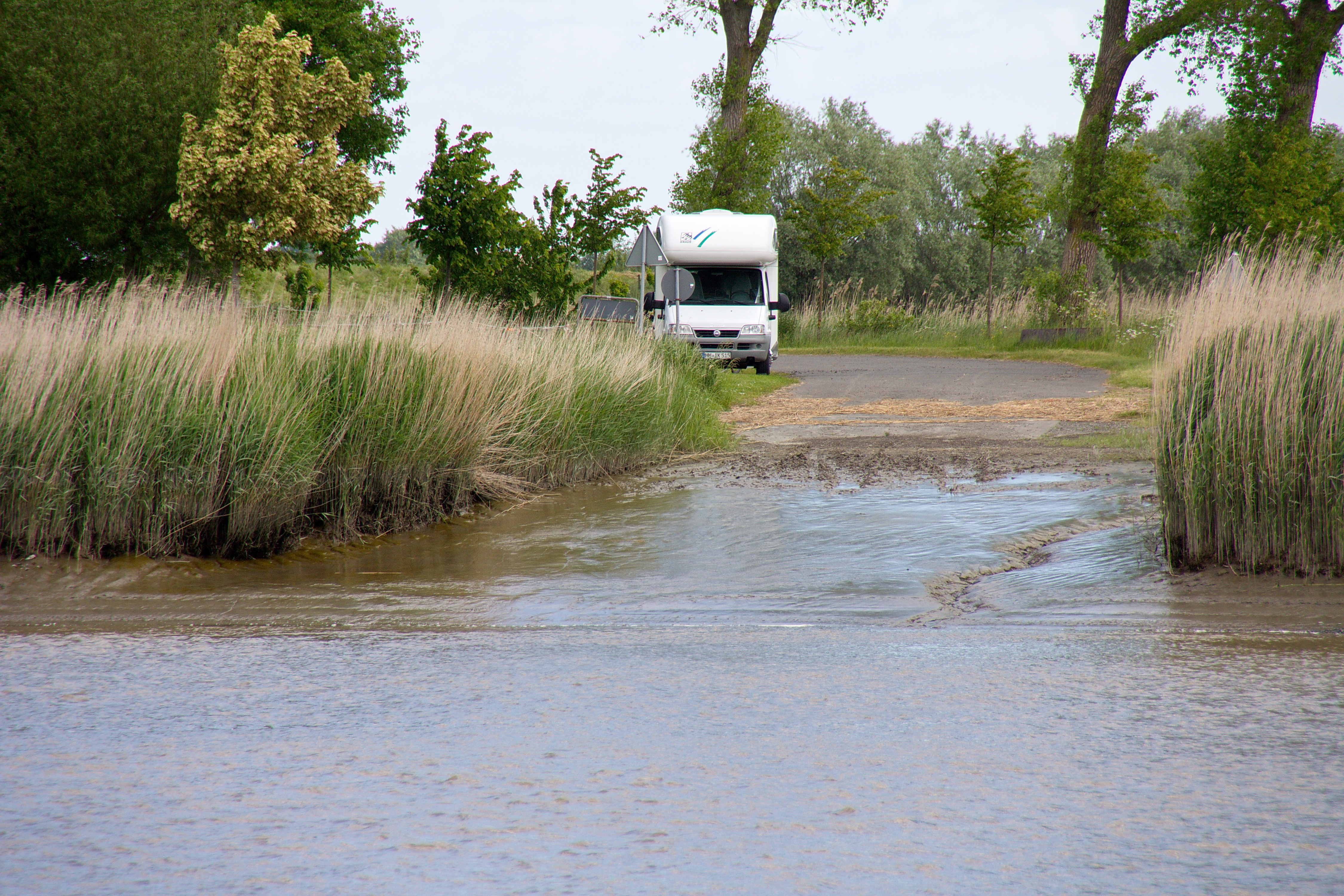
Oste mit der ehemaligen Fährstelle in Itzwörden

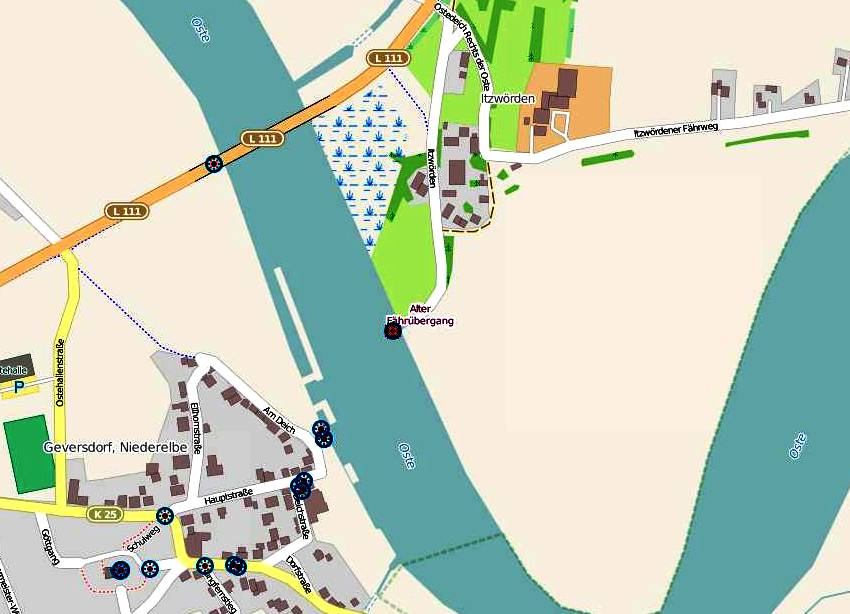
Lage der Fährverbindung

Die Ostefähre Geversdorf war eine Prahmfähre, die Geversdorf mit Itzwörden verband und 1988 durch eine Klappbrücke ersetzt wurde.

## Geschichte
Um 1423 wurde die erste Ostefähre in Geversdorf auf Anordnung vom Bremer Erzbischof errichtet und als Lehen an Fährleute vergeben.
Ab circa 1875 wurde eine hölzerne Prahmfähre Geversdorf I auf der Fährverbindung eingesetzt. Etwa ab 1890 wurde eine eiserne Prahmfähre Geversdorf II eingesetzt, die bis 1938 bestand, die letzten Jahre jedoch als Reservefähre.
1924 wurde von der Schiffbau-Gesellschaft Unterweser die stählerne Prahmfähre Geversdorf III geliefert, die 1973 nach Brobergen abgegeben wurde. 1945 wurde sie durch eine von britischen Pionieren errichtete Pontonbrücke ersetzt. Die Pontonbrücke bestand rund sechs Monate und in diesem Zeitraum war hier kein Schiffsverkehr auf der Oste möglich. Geversdorf III wurde 1961 mit einem 10-PS-Motor ausgestattet und 1973 nach Brobergen abgegeben.
1935 wurde die Prahmfähre Geversdorf IV von Hechthausen (Hechthausen III) übernommen, die bis 1973 in Geversdorf in Betrieb war und mit einer Grundkette und einem Motor zum Ziehen der Kette ausgestattet war.
Von 1949 bis 1988 war die Motorseilfähre Geversdorf V in Betrieb, Robert Schütt, Hermann Meyer und Karl-Heinz Chlupka waren die letzten drei Fährleute. Die Geversdorf V wurde durch einen Klappbrückenneubau ersetzt.